# Pleuroxia elfina
Pleuroxia elfina är en snäckart som beskrevs av Tom Iredale 1939. Pleuroxia elfina ingår i släktet Pleuroxia och familjen Camaenidae. Inga underarter finns listade i Catalogue of Life.